# العزيب (الخبت)

تعديل مصدري - تعديل

العزيب هي إحدى قرى عزلة الظاهر بمديرية الخبت التابعة لمحافظة المحويت، بلغ تعداد سكانها 264 نسمة حسب تعداد اليمن لعام 2004.